# Matteo Brighi
Matteo Brighi est un footballeur international italien né le 14 février 1981 à Rimini, en Émilie-Romagne.

## Biographie
Matteo Brighi possède 35 sélections en équipe d'Italie espoirs, ce qui fait de lui le deuxième joueur le plus sélectionné dans cette catégorie après Andrea Pirlo (46 sélections). Avec les espoirs il a remporté le Championnat d'Europe des moins de 21 ans en  2004.
Brighi possède quatre sélections en équipe d'Italie. La première le 21 août 2002 lors d'un match amical face à la Slovénie sous les ordres de Giovanni Trapattoni. Il attendra sept ans, en 2009, pour retrouver l'équipe nationale sous Marcello Lippi. Il y joue deux matchs de qualification à la Coupe du monde plus un match de préparation. 
En 2002, il est élu meilleur jeune joueur de l'année de Serie A.

## Anecdote
Matteo Brighi est bien connu des amateurs de jeux vidéo. En effet, dans l'édition 2003 de la célèbre série "Fifa football" sur PlayStation 2 et Xbox, Matteo Brighi est le meilleur joueur du jeu, avec une note de 97 sur 100, devant tous les autres grands noms de l'époque, notamment Zidane ou Nedved.